# إعادة التهيئة بقضبان الدسر

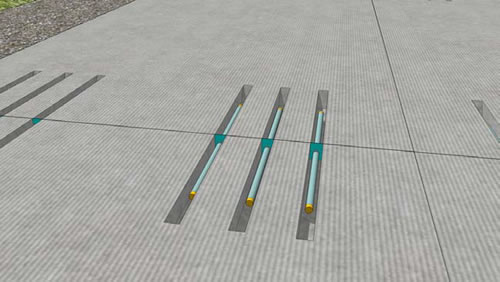
شكل توضيحي إعادة التهيئة بقضبان الدسر المستخدم في حفظ الرصيف

دسار إعادة التهيئة (بالإنجليزية: Dowel bar retrofit)‏ هو وسيلة لتعزيز الشقوق في رصيف الطريق السريع عن طريق إدخال دسار فولاذي في فتحات تتقاطع عبر الشقوق. إنها تقنية استخدمتها إدارات النقل في عدة ولايات أمريكية بنجاح في إصلاح الأخطاء في الأرصفة الخرسانية المفصلية القديمة. النهج المعتاد هو قطع واحداث ثقب من فتحات الدسر. بعد وضع الدسر، يتم عادةً ردم الفتحات بمزيج خرساني غير متقلص (ترويب) وتكون الأرضية رصينة بالألماس لاستعادة الانسجام.

## التاريخ
عندما تنتقل السيارة على طرق خرسانية مفصلية، ينتقل وزن السيارة من لوحة خرسانية إلى أخرى. عندما تعبر السيارة المفاصل يكون وزنها على حافة اللوحة، حيث تكون اللوحة أقل قدرة على تحمل قوة الانحراف. قد يتسبب ذلك في حدوث تشققات عندما مقصات الرصيف من حافة اللوحة. على الطرق السريعة القديمة التي بنيت في أوائل القرن العشرين وحتى منتصفه، وضعت قضبان الدسر (قضبان الفولاذ) عبر المفاصل للمساعدة في نقل الحمل من لوحة إلى أخرى.
تم إيقاف هذا لأن قضبان الدسر تميل إلى التآكل وتتطلب استبدال متكرر. قضبان الدسر بالفولاذ المقاوم للصدأ أكثر مقاومة للتآكل، ولكن الفولاذ المقاوم للصدأ غالي الثمن نسبيا بالمقارنة مع المواد الأخرى. بدلاً من ذلك، لعدة عقود، تم الاعتماد على التماسك بين الألواح وقوة قاع الطريق لتوزيع الحمولة بشكل جماعي من لوحة إلى أخرى، وهو مفهوم يعرف باسم التعشيق الكلي. مع مرور الوقت، تميل المفاصل وسرير الطريق إلى الانهيار تحت الضغط، مما أدى إلى تشققات وإزاحة الألواح. بنيت معظم الطرق السريعة في الولايات المتحدة كجزء من نظام الطرق السريعة ما بين الولايات في الخمسينيات والثمانينيات من القرن الماضي فقط على التعشيق الكلي وبدأت في إظهار المشاكل في السبعينيات والثمانينيات.
في بناء الطرق السريعة المعاصرة أي منذ منتصف التسعينيات، يتم وضع قضبان الدسر مرة أخرى عبر المفاصل وعلى مسافات على طول الرصيف. اليوم، يتم طلاء قضبان الدسر مع الايبوكسي لمنع مشاكل التآكل التي شوهدت في المنشآت السابقة.

## نظرة عامة لإعادة التهيئة بقضبان الدسر

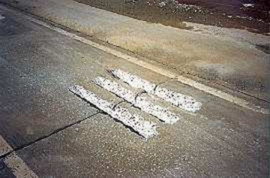
يتم طحن فتحات اعادة التهيئة بقضبان دِسارية في الخرسانة الحالية باستخدام رأس مطحنة الروتو المعدلة

تقوم العديد من الولايات بتعديل الطرق السريعة القديمة باستخدام قضبان دِسار مغلفة بالإبوكسي. تبدأ عملية إعادة التهيئة بقطع ستة فتحات (ثلاثة في كل مسار عجلة) عبر جميع المفاصل المقطعية أو الشقوق. يتم قطع الفتحات بمناشير الماس التي تنشئ ست قطع في كل مسار عجلة. ثم تتم إزالة الخرسانة بين قصاصات المنشار باستخدام آلات ثقب الصخور خفيفة الوزن (استخدام آلات الثقب الثقيلة يؤدي إلى إتلاف الخرسانة المحيطة بالقطع). يتم وضع القضبان الدِسارية المغلفة بالايبوكسي في فتحات، ثم تُملئ الفتحات بالملاط وتملئ المفاصل أو الشقوق بعازل للماء. والخطوة الأخيرة هي التجليخ الماسي للمفصل لإزالة كلاً من الملاط الزائد وأي إزاحة للوحات.
تتضمن الخطوة الأخيرة غالبًا التجليخ الألماسي لسطح الطريق بأكمله لإزالة أي مطبات أو الانخفاضات. بدون إعادة التهيئة بقضبان الدسارية، سيتعين تكرار هذا التجليخ كل ست سنوات إلى ثماني سنوات، لكن من المتوقع أن يزيد إعادة التهيئة هذه الفترة بشكل كبير. ثبت أن إعادة التهيئة بقضبان الدسارية يفوق تعزيز الرصيف بطبقة أسفلتية لمدة عشر سنوات على الأقل، ويحسن بشكل كبير من جودة الركوب.

## عملية إعادة التهيئة بقضبان الدسر
من أجل إعادة التهيئة بقضبان الدسر، هناك حاجة إلى الدسر، كسارة السندات، أغطية التمدد، كراسي دعم قضيب الدسر، نواة الرغوة، حشو السد، مواد ردم الخرسانة غير المتقلصة وعمليات التقديم. يجب أن تكون المسامير ناعمة ودائرية وإبوكسية ومصنوعة من الصلب المطلي بكسر السندات المطابق للمتطلبات. يتم تطبيق الكسارة الرابطة على جميع الأسطح من شريط وتد. وضع أغطية التمدد في كل طرف من قضبان الدسر ويتم استخدام كراسي دعم قضبان الدسر لتثبيت بحزم المسامير التي وضعت في فتحات خلال عمليات الردم. يتم استخدام الإدخال الأساسي من الرغوة لإعادة إنشاء المفصل أو التكسير، مما يسمح للقضيب داخل كل جانب من الفتحة بالتمدد والتقلص. يتم استخدام حشو السد لمنع تدفق مواد الردم إلى المفصل أو التشقق. يوصى باستخدام مواد الردم الخرسانية غير المتقلصة التي يتم اختبارها كمواد رصف خرسانية سريعة الضبط للاستخدام في مشاريع DBR.
أولاً، قم بإجراء قطعتي منشار في الرصيف لتوضيح الجوانب الطولية لكل فتحة شريطية. نشر إلى عمق وطول يسمح بوضع مركز الدسرفي منتصف العمق في لوح الرصيف. فتحات المنشار الموازية لبعضها البعض وإلى الخط الأوسط للطريق مع أقصى قدر من التسامح 1-4 بوصة لكل 12 بوصة من طول قضبب الدسار. استخدم مناشير مجهزة بشفرات ماسية مثبتة على عصابة قادرة على قطع ثلاث أو أربع فتحات على الأقل في وقت واحد في كل مسار للعجلة. قد تتطلب المفاصل المنحرفة أو الشقوق فتحات أطول من الطول المحدد في الخطط. التقاط وإزالة بقايا الماء ولصقها من سطح الرصيف على الفور عن طريق مرفق فراغ على آلة النشر. بالنسبة للمشاريع الأصغر، قد لا تكون آلة النشر ذات الفتحة عملية. ضع في اعتبارك السماح باستخدام المناشير الخلفية لقطع الفتحات عندما يحتوي المشروع على أقل من 100 قضيب تحديث.
قم بإزالة الخرسانة الموجودة من الفتحات متبوعة بالتنظيف من كل الأنقاض. استخدم أقصى وزن للكسارة 30 رطل لإزالة الخرسانة المتبقية بين قطع المنشار. إذا تسببت عمليات إزالة الخرسانة في إتلاف الرصيف المراد، فقم بإيقاف عمليات إزالة الخرسانة واستأنف فقط بعد اتخاذ الإجراءات التصحيحية. أثناء عمليات إزالة الخرسانة، استخدم مطرقة صغيرة عند الضرورة لإنتاج سطح مستوٍ داخل الفتحة بحيث يتدفق الردم ويتدمج تحت قضبان الدسر.
اكمال تركيب مسامير التحديثية، مع قضبان الدسروضع ردم قبل إعادة فتح الخط أمام حركة المرور العامة. ضع السيليكون في جميع المفاصل والشقوق متبوعة بتجميعات الدسر في كل فتحة. بعد ذلك، ضع مواد الترقيع ثم قم بتوحيد وإنهاء مواد الترقيع. أخيرًا، يقوم الماس بطحن سطح الرصيف في غضون 30 يوم عمل من وضع التعديل في شريط وتد.

## مشاكل
إذا تمت إعادة التهيئة بقضبان الدسر بشكل سيء يمكن أن يسبب مشاكل خطيرة. هذه المشاكل عادة ما تكون بسبب تنفيذ سيئ للاشغال ويمكن تجنبها عن طريق اتباع دقيق للمواصفات والإشراف الدقيق على العمال. إن استخدام المطارق الثاقبة الثقيلة (الفئة أثقل من 14 كجم) يؤدي إلى التسبب في تكسير الخرسانة في جميع أنحاء الفتحات.
النقص في الحشوة أو وجود فراغات في الحشوة في المفاصل أو الشقوق تؤدي إلى تشققات حول المفاصل. يمكن أن تسبب الفراغات في الملاط (خاصة أسفل قضيب الدسار) فشل الملاط في دوره.

## الارتباك مع علامات سطح الطريق

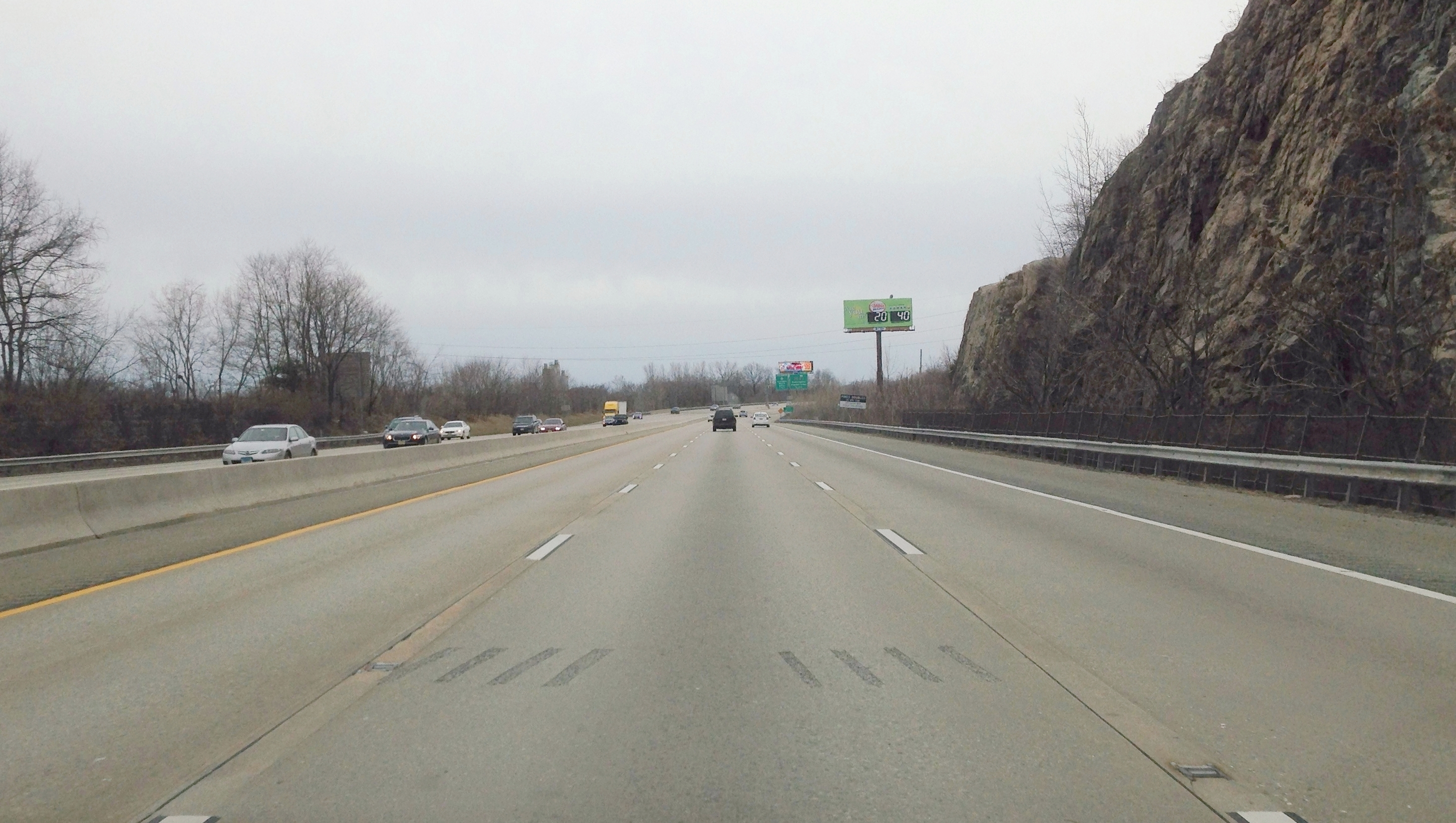
علامات نموذجية لإعادة التهيئة بقضبان الدسرالمنتهية

عادة ما تترك عملية إعادة التهيئة بقضبان الدسر عند الانتهاء علامات على الأرصفة الخرسانية التي تتكون من خطوط متوازية قصيرة في مجموعتين متموضعة داخل المسرب (حارة السفر) على بعد 18 بوصة (46 سـم) باتجاه الداخل من علامات المسرب عن اليسار واليمين. تحتوي كل مجموعة على 3 أو 4 فتحات موازية لتدفقات حركة المرور. يبلغ عرض كل فتحة مستطيلة حوالي 2.5 بوصة (6.4 سـم) وطولها حوالي 2 قدم (61 سـم) أو أكثر. قد تعطي فتحات الردم في وقت ما انطباعًا بأن أرصفة الطرق السريعة قد تم طحنها في أخاديد خاصة بعد رأب مواد الترقيع الناتجة عن الإطارات المرصعة.
قد تظهر العلامات المرئية كنموذج متماثل لعلامات المتقطعة على الطريق، كما لو كان هناك معنى مرتبط بالنمط. عندما يكون هناك العديد منهم على طول الطريق، فإن سائقي السيارات على الطرق السريعة بين الولايات قد يفسرون علامات الطحن كشكل غير معروف من العلامات الميكانيكية، مثل الشرائط الأرضية أو علامات سطح الطريق الغريبة. في بعض الحالات، هذه العلامات تصبح مربكة لسائقي السيارات. عندما تكون الطرق قيد الإنشاء وتحول الممرات بشكل جانبي، قد تتداخل هذه العلامات مع علامات الممر المؤقتة. نظرًا لأن علامات إعادة التأهيل بالقضبان الدٍسارية لا يتم تصميمها لتشبه أي شكل من أشكال علامات سطح الطريق، تحاول الوكالات المسؤولة جعل هذه العلامات سلسة وتأمل أن تجعلها أقل وضوحًا لسائقي السيارات.

## روابط خارجية
- طريق كاليفورنيا 8
- ولاية ويسكونسن
- الرابطة الدولية للحفر والطحن